# 大家來報喜
《大家來報喜》是中天綜合台遊戲節目，中天電視委託頤合製作公司製作，2013年1月28日起於臺灣時間每周一至周五晚間七時播出。主持人是庹宗康、小禎。2013年4月25日停播。

## 節目概要
每集都有5組參賽者，由3組藝人及2組觀眾朋友的隊伍來參加，每組成員為兩人。(在3/1播出的節目改為3組，2組為藝人，1組為觀眾朋友。)每次有三組參賽者參與資格賽。主持人會先介紹資格賽的商品，(在3/1播出的節目改為只有第一回合的資格賽估價，其餘的回合以玩遊戲的方式來決定。)介紹完後讓參賽者估價。只要估價最接近但未超過價錢者，即可參加贈獎遊戲。

## 節目口號
庹宗康:天天拿大獎

小禎:大獎天天拿

## 助理主持
節目每一集都會有助理主持
| 播出時間            | 助理主持          | 助理主持2         |
| ------------------- | ----------------- | ----------------- |
| 2013.1.28~2013.2.1  | 培毓              | 無                |
| 2013.2.4~2013.2.8   | 李懿              | 無                |
| 2013.2.11~2013.2.15 | 培毓              | 無                |
| 2013.2.18~2013.2.22 | 培毓              | 無                |
| 2013.2.25~2013.3.1  | 培毓              | 無                |
| 2013.3.4~2013.3.8   | 培毓              | 無                |
| 2013.3.11~2013.3.15 | 培毓              | 無                |
| 2013.3.18~2013.3.22 | 培毓              | 張景嵐(2013/3/22) |
| 2013.3.25~2013.3.29 | 張景嵐(3/25~3/28) | 培毓(2013/3/29)   |
| 2013.4.1~2013.4.5   | 張景嵐(2013/4/1)  | 培毓(4/2~4/5)     |
| 2013.4.8~2013.4.12  | 培毓(4/8~4/11)    | 張景嵐(2013/4/12) |
| 2013.4.15~2013.4.19 | 張景嵐(4/15~4/17) | 培毓(4/18~4/19)   |
| 2013.4.22~2013.4.25 | 培毓              | 無                |

## 節目異動
- 2013年4月26日，因播出蕭敬騰2012跨2013演唱會(2小時精華版)，《大家來報喜》停播一天。

## 贈獎遊戲內容
- 百元比價王：

遊戲名稱在3/8播出的節目改成比價王
每次都會有5項商品，參賽者必須選出製作單位設定價格以內的商品(共3項)，參賽者的獎金從10塊開始，答對1項多加1個0。答對3項就可以拿1萬塊獎金。(2/1節目變成6項商品要找出4件)
3/28的節目玩法變成針對4項商品的價格排列出高低，從低排到高，參賽者的獎金從10塊開始，答對1項多加1個0。答對4項就可以拿1萬塊獎金。
- 超機車挑戰賽：

參賽者要先進行3次的估價，每一次會出現2項商品，參賽者必須猜那個商品的價格是半價，答對會刪減數量。第一次答對從20把鑰匙刪減至10把，第二次答對從10把鑰匙刪減至5把，第三次答對從5把鑰匙刪減至3把。進行完估價後，參賽者必須選擇1把認為可以發動機車的鑰匙，如果該把鑰匙可以發動機車就可以把機車給帶回家。
- 高高低低：

每次都會有4項商品，每個商品都會由製作單位設定猜價，參賽者要回答該項商品的猜價比實際價格高或低，答對就可把該項商品帶回家。
3/4節目改為每一層都有兩項商品，參賽者要回答哪項商品的價格高或低，答對就可把該層的兩項商品帶回家。
4/8節目改為每一層都有兩項食品，參賽者要回答哪項商品的熱量高或低。答對1次拿到獎金3000元。3次都答對就可拿1萬塊獎金。
- 痛快抓一把：

參賽者要先從裝有50元硬幣的容器裡，能抓多少就盡量抓，從容器抓出來的那一把錢就代表參賽者的本金(本金=50元硬幣數量x50)，然後再拿起遊戲機的槌子跑到遊戲機那裡敲下去。敲出來的磅數越高，本金也跟著翻高，但男女生的標準不同。
| 男/女 | 磅數   | 可拿到的獎金     |
| ----- | ------ | ---------------- |
| 女    | 未達70 | 獎金歸零         |
| 女    | 70~80  | 獎金不變(拿本金) |
| 女    | 81~90  | 獎金x2           |
| 女    | 91以上 | 加一萬           |
| 男    | 未達90 | 獎金歸零         |
| 男    | 90~95  | 獎金不變(拿本金) |
| 男    | 96~98  | 獎金x2           |
| 男    | 99以上 | 加一萬           |

- 無敵購買王：

參賽者要針對5項日常用品的總價進行估價，只要參賽者的估價與正確總價誤差在上下100元內(2/5播出的節目變成上下50元)，就可以把大獎給拿回家。
- 買賣不吃虧：

考驗參賽者逢低買進，愈高賣出的投資概念。參賽者要針對3項商品的標價，來考慮該項商品是要買還是賣，參賽者的獎金答對一題2000元，兩題5000元。答對3題就可以拿1萬5千元獎金。
3/4節目改為參賽者針對四項商品，來考慮該項商品是要買還是賣，參賽者的獎金答對一題2000元，兩題5000元，答對3題就可以拿1萬，答對4題就可以拿2萬獎金。
4/8節目變成參賽者針對兩項商品，來考慮該項商品是要買還是賣，參賽者的獎金答對一題5000元，兩題都答對拿1萬5千元獎金。

## 外部連結
- YouTube上的大家來報喜頻道

| 中天綜合台 星期一至星期五19:00－20:00 | 中天綜合台 星期一至星期五19:00－20:00 | 中天綜合台 星期一至星期五19:00－20:00 |
| ------------------------------------- | ------------------------------------- | ------------------------------------- |
|                                       | 大家來報喜 （2013.1.28 -2013.4.25 ）  |                                       |
| 黃金300秒 （2012.7.26. - 2013.1.25）  | 大學生了沒 （2013.4.29 - ）           |                                       |